# Anders Lindstedt (kommerseråd)
Anders Lindstedt, född den 3 juli 1911 i Stockholm, död där den 19 mars 1985, var en svensk ämbetsman och idrottsledare. Han var son till Gustaf Lindstedt.
Lindstedt avlade juris kandidatexamen i Lund 1936. Han blev fiskal i Svea hovrätt 1940, assessor där 1948 och tingsdomare i Härnösand 1948. Han var sakkunnig i Handelsdepartementet 1949–1954, kommerseråd i Kommerskollegium 1954–1973 (ställföreträdare för generaldirektören 1958–1973) och i Statens industriverk 1973–1978. Lindstedt innehade ett stort antal förtroendeuppdrag. Han var bland annat ordförande i hyresnämnden 1948–1954, ledamot av statens hyresråd 1955–1963, vice ordförande där 1964–1975, vice ordförande i Tipstjänst 1952–1978, i näringsfrihetsrådet 1954–1970, i Marknadsdomstolen 1971–1980, i statens nämnd för arbetstagares uppfinningar 1966–1974 (ordförande 1974–1983), statens provningsanstalt 1970–1980. Lindstedt var även ordförande, ledamot, sakkunnig, expert eller sekreterare i flera statliga utredningar. Han var styrelseledamot i Sjömansinstitutet från 1960, sekreterare i riksidrottsnämnden 1946–1957 (ordförande 1958–1971), ledamot i Riksidrottsstyrelsen 1967–1983, ordförande i Svenska kanotförbundet 1970–1983 och ledamot Sveriges olympiska kommitté från 1976. Lindstedt blev riddare av Nordstjärneorden 1961 och kommendör av samma orden 1969.  